# Simon Cox
Simon Richard Cox (Reading, 4 de fevereiro de 1987) é um futebolista profissional irlandês (nascido na Inglaterra) que atua como atacante, atualmente defende o Southern United.

## Carreira
Simon Cox começou sua carreira no Reading FC em 2005 e ficou até 2008.